# Elgin (contea di Kershaw, Carolina del Sud)
Elgin è un comune degli Stati Uniti d'America, situato in Carolina del Sud, nella contea di Kershaw.